# Wybory parlamentarne w Libanie w 2009 roku
Wybory parlamentarne w Libanie odbyły się 7 czerwca 2009 roku.
W maju 2008 roku podczas szczytu w Dosze w Katarze zostało zawarte porozumienie, na bazie którego zostało przywrócone prawo wyborcze z drobnymi zmianami z 1960 roku. Kraj został podzielony na małe dystrykty wyborcze. Łączna liczba dystryktów wynosi 25, w których wybiera się od 2 do 10 deputowanych do Zgromadzenia Narodowego.
Nowe prawo wyborcze ma pozwolić na klarowny podział wpływów w Bejrucie i wyłonienie jednego, niepodważalnego zwycięzcy w całym kraju.
Przed wyborami doszło do przyjazdu wiceprezydenta USA Joe Bidena, co spotkało się z protestem ze strony Hezbollahu, którego przedstawiciele uznali wizytę za próbę nacisku na przyszły rząd.

## Wyniki
Zwycięstwo w wyborach odniosła, uważana za prozachodnią, Koalicja 14 Marca. Zdobyła ona 71 spośród 128 mandatów. Oznacza to równocześnie przegraną proirańskiego Hezbollahu i jego sojuszników – łącznie koalicja ta uzyskała 57 mandatów.

## Lista parlamentarzystów[6]

### Bejrut
- Bejrut 1: Nadim Dżemajel, Michel Faraon, Jean Ogassapian, Serż Torsarkisjan, Najla Tueni-Maktabi.
- Bejrut 2: Sebouh Kalbakian, Nohad al-Masznuk, Artur Nazarian, Hani Kobeissi.
- Bejrut 3: Ghazi al-Aridi, Nabil de Freig, Saad Hariri, Ammar Houri, Imad al-Hout, Atef Majdalani, Tammam Salam, Bassem Szab, Ghazi Jusuf.

### Al-Bika
- Baalbek-Hirmil: Marwan Fares, Hussein Hadżdż Hassan, Asim Kansuh, Ali al-Mokdad, Husejn Mussawi, Kamel al-Rifai, Emile Rahmeh, Nawwar Sahili, Walid Sukkarijja, Ghazi Zaajter.
- Zachodnie Bekaa-Raszaja: Wael Abu Faour, Robert Ghanem, Dżamal al-Dżarrah, Ziad al-Kaderi, Antoine Saad, Amin Wehbe.
- Zahla: Assem Arradżi, Nicolas Fattusz, Szant Dżendżjan, Antoine Abu Chater, Joseph Maalouf, Elie Marouni, Okab Sakr.

### Dżabal Lubnan
- Alajh: Talal Arslan, Akram Szihajeb, Fadi al-Haber, Henri Helou, Fuad Saad.
- Babda: Fadi al-Aawar, Ali Ammar, Alain Aoun, Hikmat Dib, Bilal Farhat, Nadżi Gharios,
- Dżubajl: Walid al-Churi, Simon Abi Ramia, Abbas Haszem.
- Kasarwan: Nimatallah Abi Nasr, Michel Aoun, Jusuf Chalil, Farid Elias al-Khazen, Gilberte Zouein.
- Al-Matin: Samy Dżemajel, Ibrahim Kanaan, Edgar Maalouf, Ghassan Muchajber, Michel Murr, Nabil Nicholas, Hagop Pakradonian, Salim Salhab.
- Asz-Szuf: Georges Adwan, Elie Aoun, Dory Szamun, Mohammad Hadżdżar, Marwan Hamadeh, Walid Dżumblatt, Alaaddin Terro, Nehme Tohme.

### Al-DżanubiAn-Nabatija
- Bint Dżubajl: Ali Bazzi, Hassan Fadlalah, Ajub Hmajed.
- Dżezzin: Ziad Aswad, Michel Helou, Issam Sawaja.
- Mardż Ujun – Hasbaja: Anwar al-Chalil, Ali Hassan Chalil, Ali Fajad, Assad Hardan, Kassem Haszem.
- Nabatija: Jassin Dżaber, Mohammad Raad, Abdellatif al-Zein.
- Sydon: Bahija Hariri, Fouad Siniora.
- Tyr: Mohammed Fneisz, Ali Chreis, Nawwaf Mussawi, Abdel Madżid Saleh.
- Zahrani: Nabih Berri, Michel Musa, Ali Osseiran.

### Asz-Szamal
- Akkar: Chalid al-Daher, Chodor Habib, Hadi Hobeisz, Mouin Meraabi, Riad Rahhal, Nidal Tohmeh, Chalid Zahraman.
- Baszarri: Strida Dżadża, Elie Kejruz.
- Botrys: Butrus Harb, Antoine Zahra.
- Al-Kura: Nicolas Ghosn, Farid Habib, Farid Makari.
- Al-Minja-Al-Danja: Kassem Abdel Aziz, Haszem Alam ad-Din, Ahmad Fatfat.
- Trypolis: Robert Fadel, Samir Dżisr, Mohammad Kabbara, Ahmad Karami, Nażib Mikati, Samir Saadeh, Mohammad Safadi, Badr Wannous.
- Zgharta: Estephan Douaihy, Sulajman Tony Farandżijja, Salim Karam.